# Megaselia berndseni
Megaselia berndseni är en tvåvingeart som först beskrevs av Schmitz 1919.  Megaselia berndseni ingår i släktet Megaselia, och familjen puckelflugor. Arten är reproducerande i Sverige.